# Jone (Sänger)

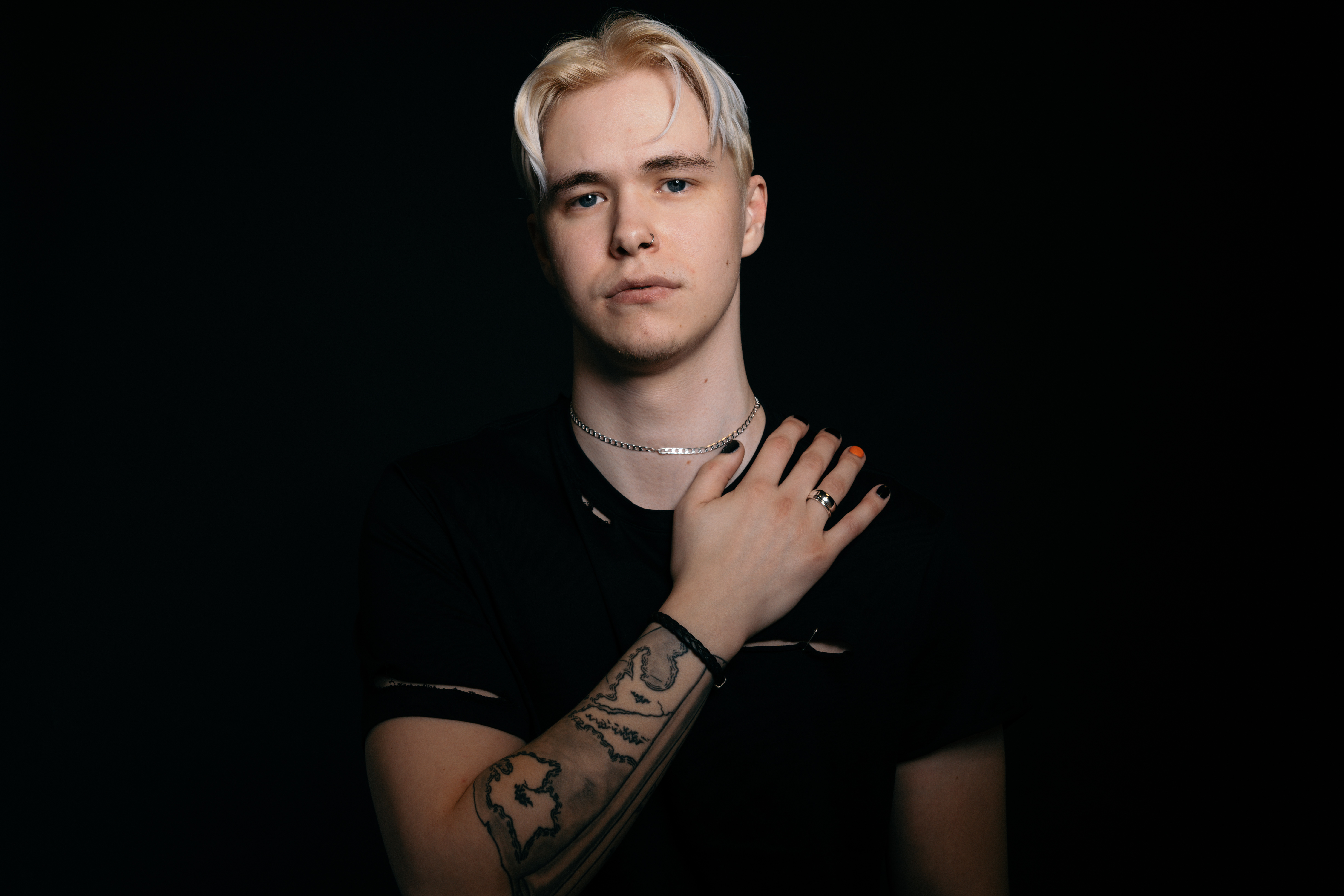
Jone, 2022

Jonas Nes Steinset (* in Lier) ist ein norwegischer Sänger und Musikproduzent. Er tritt unter dem Künstlernamen JONE auf.

## Leben
Steinset stammt aus der Kommune Lier. Er studierte Musik an der Høyskolen Kristiania. Gemeinsam mit dem Musiker Daskeladden begann er im Jahr 2020 damit, Musik zu veröffentlichen. Die Lieder, die er herauszugeben begann, handelten häufig vom Leben auf dem Land. Beim Musikpreis Spellemannprisen wurde er für das Musikjahr 2021 in der Kategorie für Partymusik (Festmusikk) nominiert.
Im Januar 2023 wurde er mit dem Lied Ekko inni meg als ein Teilnehmer am Melodi Grand Prix 2023, dem norwegischen Vorentscheid für den Eurovision Song Contest, vorgestellt. Dort qualifizierte er sich im zweiten Halbfinale für das MGP-Finale, wo er den fünften Platz erreichte. Mit seinem gemeinsam mit der Sängerin Silke eingesungenem Lied konnte sich Steinset in den norwegischen Musikcharts platzieren.

## Auszeichnungen
- 2021: Nominierung in der Kategorie „Partymusik“, Spellemannprisen 2021[6]

## Diskografie

### Singles
| Jahr | Titel Album                | Höchstplatzierung, Gesamtwochen, AuszeichnungChartplatzierungen (Jahr, Titel, Album, Platzierungen, Wochen, Auszeichnungen, Anmerkungen) | Höchstplatzierung, Gesamtwochen, AuszeichnungChartplatzierungen (Jahr, Titel, Album, Platzierungen, Wochen, Auszeichnungen, Anmerkungen) | Anmerkungen                                   |
| Jahr | Titel Album                | NO | SE | Anmerkungen                                   |
| ---- | -------------------------- | --- | --- | --------------------------------------------- |
| 2023 | Ekko inni meg –            | NO4 Platin · (8 Wo.)NO | — | mit Silke; Beitrag zum Melodi Grand Prix 2023 |
| 2023 | Hjärtat på flygplansläge – | — | SE99 (1 Wo.)SE | mit Fröken Snusk                              |

Weitere Singles mit Auszeichnung
- 2021: Eventyr (mit Daskeladden, NO: Gold)